# Le Vey
Ne doit pas être confondu avec Les Veys.
Le Vey est une commune française, située dans le département du Calvados en région Normandie, peuplée de 130 habitants.

## Géographie
La commune est située sur la rive nord de l'Orne en face de Clécy.
| Saint-Omer, Saint-Rémy | Saint-Omer | Saint-Omer |
| Clécy                  | du Vey     | Le Bô      |
| Clécy                  | Clécy      | Le Bô      |

### Hydrographie
La commune est située dans le bassin Seine-Normandie. Elle est drainée par l'Orne, le fossé 01 du Moulin de Vey, le fossé 01 du Vey et un autre petit cours d'eau,.
L'Orne, d'une longueur de 170 km, prend sa source dans la commune d'Aunou-sur-Orne et se jette  dans l'embouchure de l'Orne à Merville-Franceville-Plage, après avoir traversé 60 communes. 

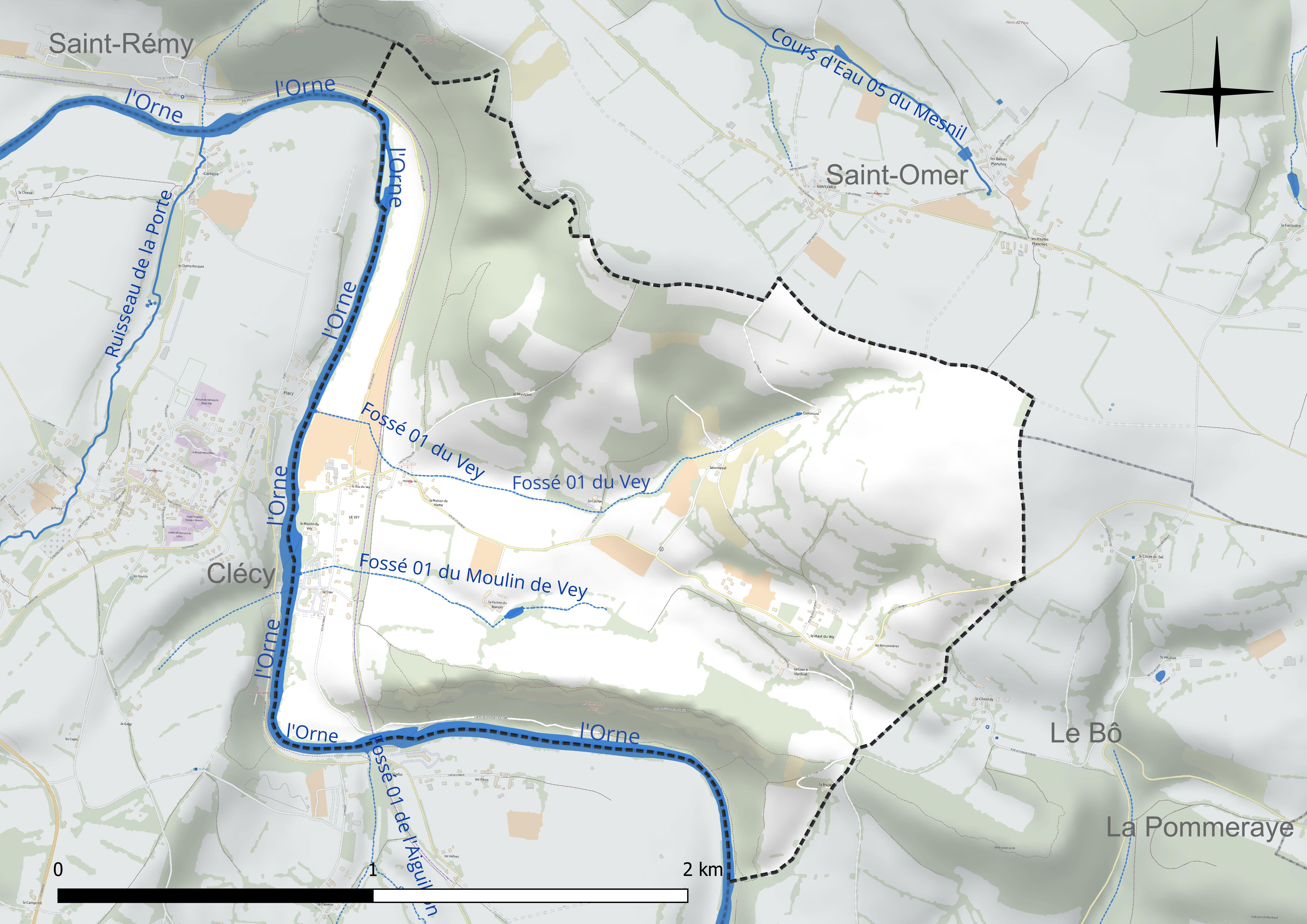
Réseau hydrographique du Vey.

### Climat
Pour des articles plus généraux, voir Climat de la Normandie et Climat du Calvados.
En 2010, le climat de la commune est de type climat océanique altéré, selon une étude du CNRS s'appuyant sur une série de données couvrant la période 1971-2000. En 2020, Météo-France publie une typologie des climats de la France métropolitaine dans laquelle la commune est exposée à un climat océanique et est dans la région climatique  Normandie (Cotentin, Orne), caractérisée par une pluviométrie relativement élevée (850 mm/a) et un été frais (15,5 °C) et venté. Parallèlement le GIEC normand, un groupe régional d'experts sur le climat, différencie quant à lui, dans une étude de 2020, trois grands types de climats pour la région Normandie, nuancés à une échelle plus fine par les facteurs géographiques locaux. La commune est, selon ce zonage, exposée à un « climat contrasté des collines », correspondant au Bocage normand, bien arrosé, voire très arrosé sur les reliefs les plus exposés au flux d'ouest, et frais en raison de l'altitude.
Pour la période 1971-2000, la température annuelle moyenne est de 10,3 °C, avec  une amplitude thermique annuelle de 12,3 °C. Le cumul annuel moyen de précipitations est de 808 mm, avec 13,1 jours de précipitations en janvier et 7 jours en juillet. Pour la période 1991-2020, la température moyenne annuelle observée sur la station météorologique la plus proche, située sur la commune de Pierrefitte-en-Cinglais à 6 km à vol d'oiseau, est de 11,2 °C et le cumul annuel moyen de précipitations est de 806,5 mm,. Pour l'avenir, les paramètres climatiques de la commune estimés pour 2050 selon différents scénarios d'émission de gaz à effet de serre sont consultables sur un site dédié publié par Météo-France en novembre 2022.

## Urbanisme

### Typologie
Au 1er janvier 2024, Le Vey est catégorisée commune rurale à habitat dispersé, selon la nouvelle grille communale de densité à 7 niveaux définie par l'Insee en 2022.
Elle est située hors unité urbaine. Par ailleurs la commune fait partie de l'aire d'attraction de Caen, dont elle est une commune de la couronne,. Cette aire, qui regroupe 296 communes, est catégorisée dans les aires de 200 000 à moins de 700 000 habitants,.

### Occupation des sols
L'occupation des sols de la commune, telle qu'elle ressort de la base de données européenne d'occupation biophysique des sols Corine Land Cover (CLC), est marquée par l'importance des territoires agricoles (74,9 % en 2018), en diminution par rapport à 1990 (78,8 %). La répartition détaillée en 2018 est la suivante : 
prairies (71,2 %), forêts (21,2 %), zones urbanisées (3,8 %), terres arables (3,4 %), zones agricoles hétérogènes (0,4 %). L'évolution de l'occupation des sols de la commune et de ses infrastructures peut être observée sur les différentes représentations cartographiques du territoire : la carte de Cassini (XVIIIe siècle), la carte d'état-major (1820-1866) et les cartes ou photos aériennes de l'IGN pour la période actuelle (1950 à aujourd'hui).

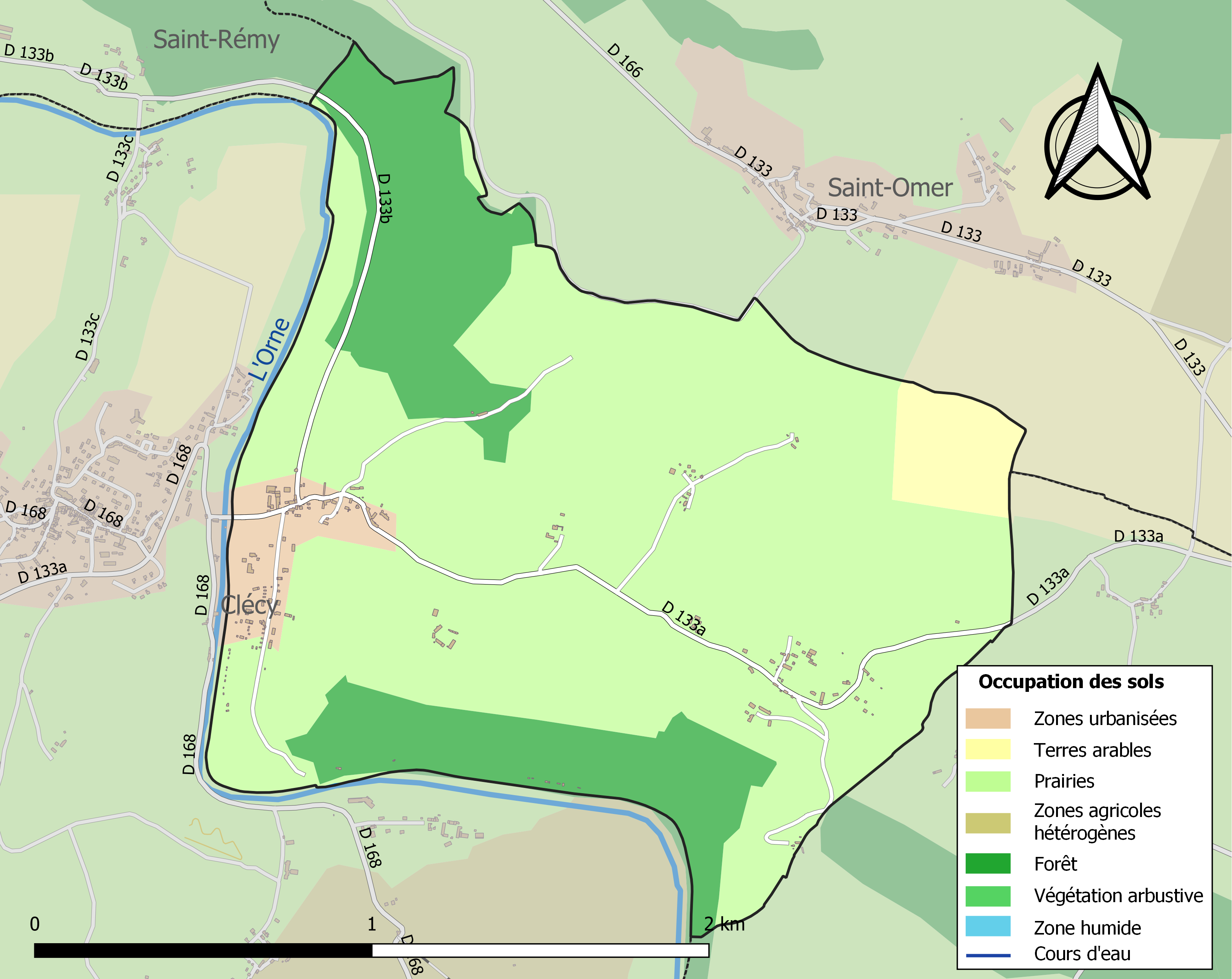
Carte des infrastructures et de l'occupation des sols de la commune en 2018 (CLC).

## Toponymie
Le nom de la localité est attesté sous la forme latinisée Vadum en 1201,.
Le Vey (« le gué ») en dialecte normand septentrional, le gallo-roman *WADU ayant régulièrement abouti à wei, we antérieurement au XIIe siècle (cf. Wez, Marne, au pluriel), puis vei, vé à partir de cette époque, la prononciation de w [w] ayant évolué vers [v] en normand septentrional. La graphie vey ne se rencontre pas avant l'époque moderne (cf. Hémévez, Manche, Hamesvez 1421, Hames Veys 1824).
Un pont remplace un gué traditionnel sur l'Orne.
Le gentilé est Véton.

## Politique et administration
| Période                                  | Période   | Identité        | Étiquette | Qualité     |
| ---------------------------------------- | --------- | --------------- | --------- | ----------- |
| mars 1959                                | mars 2001 | André Leboucher | SE        | -           |
| mars 2001                                | En cours  | Pierre Brisset  | SE        | Agriculteur |
| Les données manquantes sont à compléter. |           |                 |           |             |

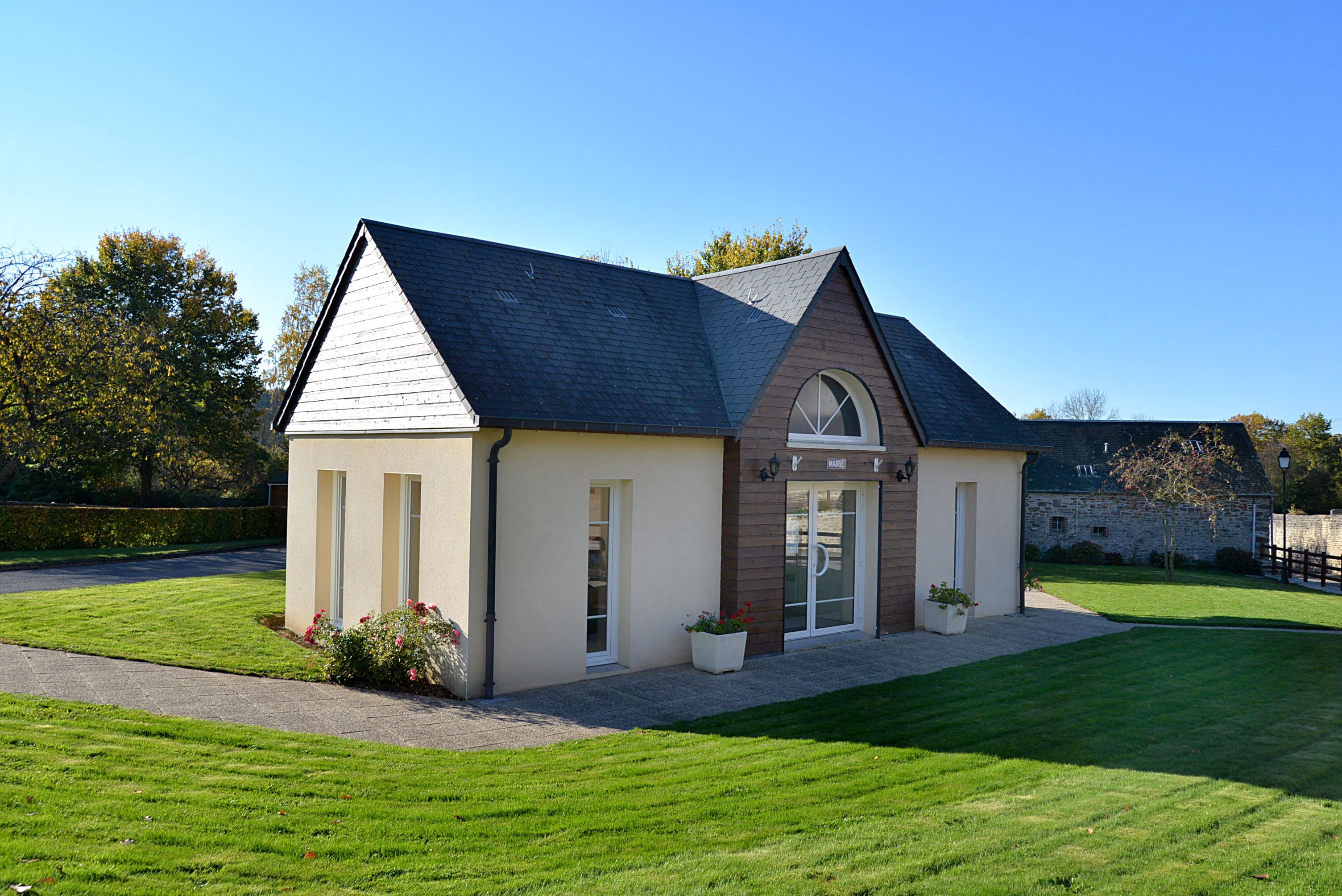
La mairie.

Le conseil municipal est composé de onze membres dont le maire et deux adjoints.

## Démographie
L'évolution du nombre d'habitants est connue à travers les recensements de la population effectués dans la commune depuis 1793. Pour les communes de moins de 10 000 habitants, une enquête de recensement portant sur toute la population est réalisée tous les cinq ans, les populations de référence des années intermédiaires étant quant à elles estimées par interpolation ou extrapolation. Pour la commune, le premier recensement exhaustif entrant dans le cadre du nouveau dispositif a été réalisé en 2008.
En 2022, la commune comptait 130 habitants, en évolution de +13,04 % par rapport à 2016 (Calvados : +1,58 %, France hors Mayotte : +2,11 %).
Le Vey a compté jusqu'à 260 habitants en 1806.
| 1793 | 1800 | 1806 | 1821 | 1831 | 1836 | 1841 | 1846 | 1851 |
| ---- | ---- | ---- | ---- | ---- | ---- | ---- | ---- | ---- |
| 174  | 211  | 260  | 252  | 236  | 236  | 218  | 224  | 203  |

| 1856 | 1861 | 1866 | 1872 | 1876 | 1881 | 1886 | 1891 | 1896 |
| ---- | ---- | ---- | ---- | ---- | ---- | ---- | ---- | ---- |
| 204  | 198  | 224  | 197  | 187  | 170  | 171  | 172  | 167  |

| 1901 | 1906 | 1911 | 1921 | 1926 | 1931 | 1936 | 1946 | 1954 |
| ---- | ---- | ---- | ---- | ---- | ---- | ---- | ---- | ---- |
| 170  | 169  | 164  | 134  | 116  | 125  | 115  | 104  | 103  |

| 1962 | 1968 | 1975 | 1982 | 1990 | 1999 | 2006 | 2008 | 2013 |
| ---- | ---- | ---- | ---- | ---- | ---- | ---- | ---- | ---- |
| 108  | 104  | 96   | 88   | 66   | 71   | 82   | 85   | 109  |

| 2018 | 2022 | - | - | - | - | - | - | - |
| ---- | ---- | - | - | - | - | - | - | - |
| 119  | 130  | - | - | - | - | - | - | - |

## Lieux et monuments
- Église Saint-Laurent (XIIe siècle) avec partie en appareil en arête-de-poisson.

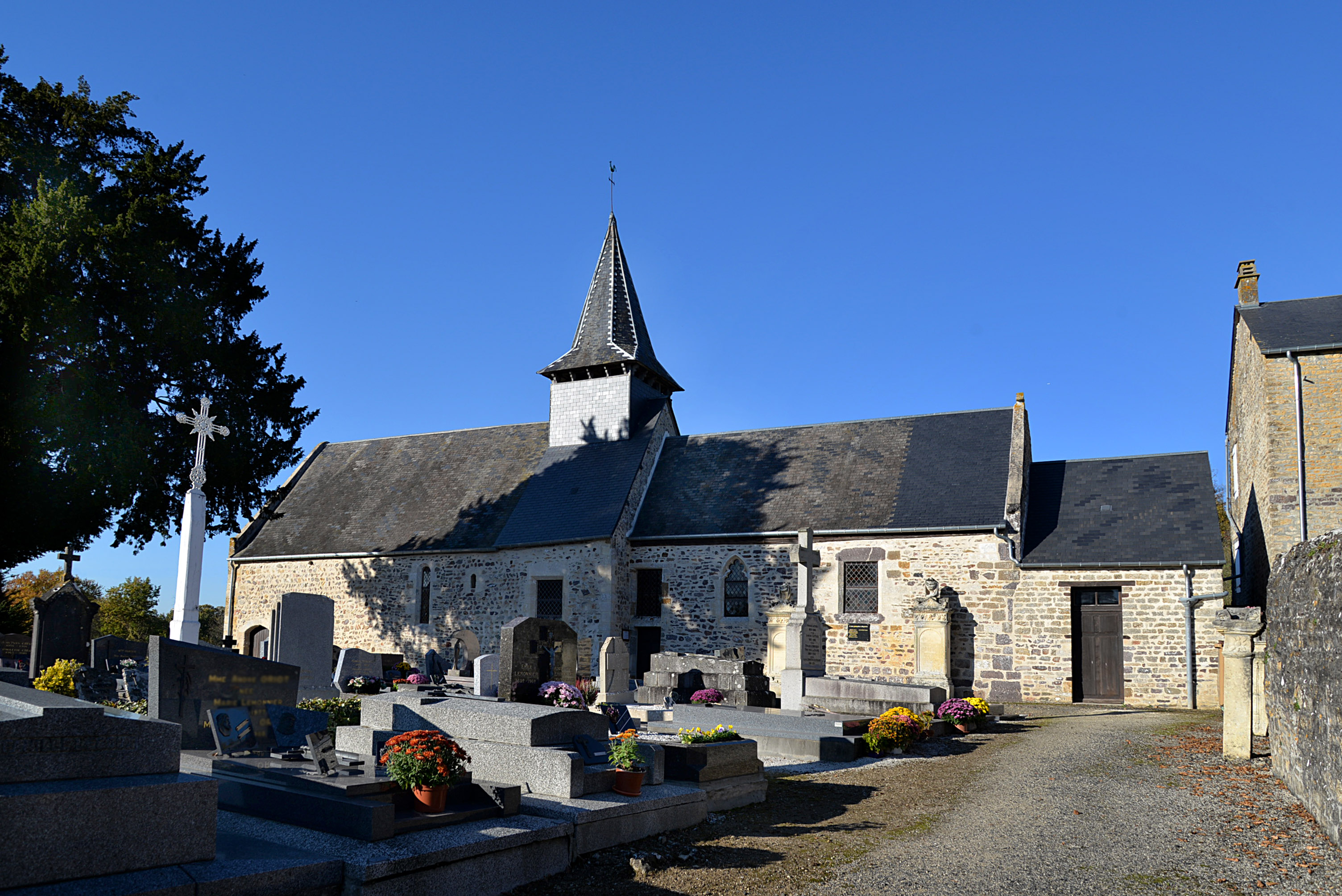
L'église Saint-Laurent.

- Rochers des Parcs, site naturel dominant l'Orne, offrant à son point culminant (à 163 m) un dénivelé de 100 mètres pour une distance de 200 mètres. Le site est exploité pour l'escalade.
- Écomusée de l'abeille, dirigé par Lionel et Laurence Letellier[28].

## Personnalités liées à la commune
- André Hardy (1887-1986), peintre et instituteur, a vécu la plus grande partie de sa retraite au Vey.